# Marcus Bakker
Marcus Bakker (Zaandam, 20 giugno 1923 – 24 dicembre 2009) è stato un politico olandese, membro del Partito Comunista dei Paesi Bassi e suo leader e presidente dal 1963 al 1982, è stato a lungo capogruppo alla Tweede Kamer.

## Biografia

### Primi anni di vita
Bakker era il figlio di un commercialista che lavorava per il macello di Zaandam. Si unì all'allora illegale Partito Comunista dei Paesi Bassi (CPN) nel 1943, durante la seconda guerra mondiale. Dopo la guerra divenne redattore del quotidiano comunista De Waarheid e funzionario del CPN.

### Politica
Nel 1953 Bakker divenne caporedattore di De Waarheid e nel 1956 membro della Tweede Kamer. Fu un confidente dell'allora leader del partito Paul de Groot, che prese fermamente provvedimenti contro i movimenti dissidenti all'interno del partito. Scrisse un libro chiamato De CPN in de oorlog (Il CPN durante la guerra, 1958), in cui accusava membri di spicco del partito come Gerben Wagenaar, Henk Gortzak, Frits Reuter e Bertus Brandsen di essere spie. Alla fine furono espulsi dal partito.
Nel 1956 sostenne apertamente la repressione delle manifestazioni che esprimevano solidarietà con le proteste di Poznań nella Polonia guidata dai comunisti e non accettò le critiche all'Unione Sovietica.
Quando i Paesi Bassi stavano adottando una nuova costituzione, la bozza dell'articolo 1 vietava la discriminazione "per motivi di religione, convinzione, orientamento politico, razza o genere". Bakker propose di aggiungere "o qualsiasi altro motivo" a questo, e ciò fu accettato.

### La vita dopo la politica
Nel 1982 è stato succeduto da Ina Brouwer come leader del CPN. Non è stato coinvolto nei colloqui che hanno portato il partito a fondersi con altri tre partiti per formare Sinistra Verde nel 1991. È diventato un membro del nuovo partito, ma ha annullato la sua adesione nel 1999, quando il partito sostenne il bombardamento NATO della Jugoslavia.
Pubblicò le sue memorie, intitolate Wissels - Bespiegelingen zonder berouw (Riflessioni senza contrizione). Ha criticato il proprio ruolo nella guerra fredda, ma non si è scusato per questo. Ha anche espresso rammarico per l'etichettatura di spie dei membri del partito dissidenti. Non prese mai le distanze dal comunismo come ideologia, sebbene affermasse di sentirsi "usato" dalla pratica comunista nel blocco orientale. In particolare la rivelazione che l'Unione Sovietica era dietro il massacro di Katyn fu una delusione per Bakker.
Il Marcus Bakkerzaal, una stanza nell'attuale edificio della Tweede Kamer, prende il nome da Bakker nel 1991.

### Vita privata
Bakker sposò Els Ezerman nel 1946. La coppia ebbe cinque figli. Muore il 24 dicembre 2009, all'età di 86 anni.